# Partito Socialista Unificato di Berlino Ovest
Il Partito Socialista Unificato di Berlino Ovest (in tedesco: Sozialistische Einheitspartei Westberlins, SEW) è stato un partito politico comunista tedesco, attivo a Berlino Ovest durante la guerra fredda.
Fu creato nel 1959 dalla riunione delle sezioni distrettuali di Berlino Ovest del Partito Socialista Unificato di Germania (SED), il partito-guida della Repubblica Democratica Tedesca. Formalmente indipendente, la SEW rimase nei fatti dipendente dalla SED di Berlino Est.
La SEW non raggiunse mai risultati elettorali rilevanti (massimo il 2,3% alle elezioni del 1971), ma veniva utilizzata dalla SED come strumento di pressione politica.
Dopo la caduta del muro di Berlino, la SEW confluì, nel 1993, nel PDS.

## Risultati elettorali allaAbgeordnetenhaus(Consiglio comunale) di Berlino Ovest
- 1954 - 41.375 (2,7 %, come SED)
- 1958 - 31.572 (2,0 %, come SED)
- 1963 - 20.929 (1,4 %)
- 1967 - 29.925 (2,0 %)
- 1971 - 33.845 (2,3 %)
- 1975 - 25.105 (1,8 %)
- 1979 - 13.744 (1,1 %)
- 1981 -  8.176 (0,6 %)
- 1985 -  7.731 (0,6 %)
- 1989 -  6.875 (0,6 %)